# 倫敦大學聖喬治學院
倫敦大學聖喬治學院（St George's, University of London，法定名：St George's Hospital Medical School，非正式：St George's或SGUL） 是位於英國倫敦的一所醫學院，是倫敦大學下屬學院。歷史可追溯至1733年，是僅次於牛津大學的英格蘭第二所提供醫生培訓課程的機構。倫敦大學成立不久后喬治學院便即加入。2024年8月1日，該學院和倫敦大學城市學院（City, University of London）整併為倫敦大學城市聖喬治學院（City St George's, University of London）。

## 歷史

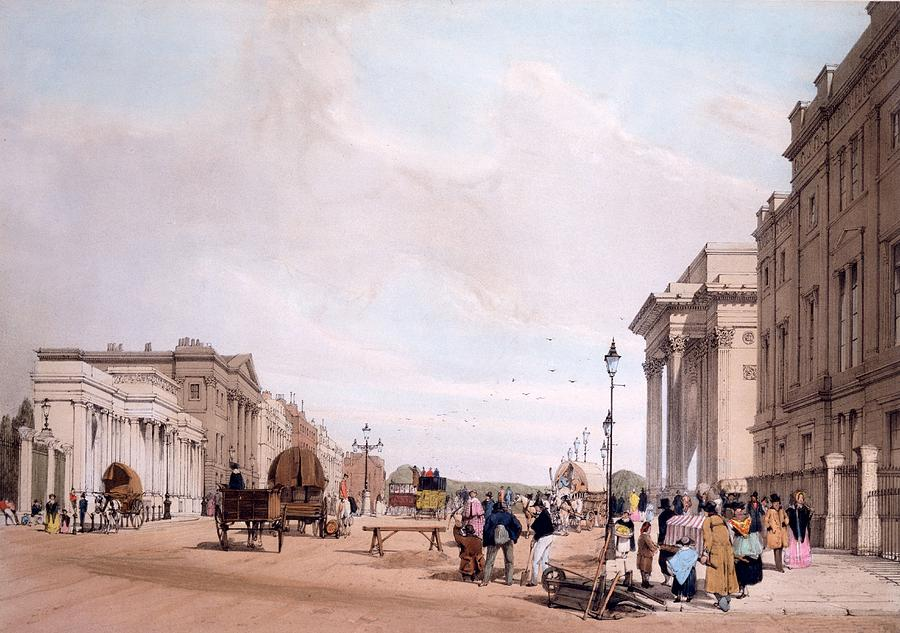
海德公園角，1842年

聖喬治學院在1733年建立於海德公園角（現在是蘭斯伯瑞酒店），1980年搬遷至現址圖廳，與聖喬治健康中心NHS信託（St George's Healthcare NHS Trust）合用場地。
聖喬治學院是英國最早授予四年制醫學學位的教育機構，該項目與澳大利亞弗林德斯大学合作辦學。
2008年被提議與倫敦大學皇家哈洛威學院合併， 但2009年9月25日被兩所學院聯合發佈聲明取消。 但兩校在醫學和社會關懷領域仍合作在金斯頓大學建立聯合科系。

## 外部連結
- St George's, University of London website （页面存档备份，存于）
- St George's Students' Union website （页面存档备份，存于）
- Lists of St George's, University of London students
- Lists of St George's, University of London military personnel, 1914-1918

51°25′37″N 0°10′29″W / 51.42694°N 0.17472°W